# Sweetwater (band)
Sweetwater was een Amerikaanse rockband, afkomstig uit Los Angeles, die bekend werd in de jaren zestig. Een van hun bekendste opnamen is een versie van de folksong Motherless Child.
De groepsleden van de eerste bezetting waren Nancy "Nansi" Nevins (zang/gitaar), August Burns (cello), Albert Moore (dwarsfluit/achtergrondzang), Alan Malarowitz (drums), Elpidio Cobian (conga's, drums), Alex Del Zoppo (keyboards) en Fred Herrera (basgitaar). Sweetwater was een multiculturele groep en was een van de eerste groepen die de psychedelic rock/fusion-stijl ontwikkelden die later populair zou worden door Jefferson Airplane en zou worden beschouwd als de typische jaren zestig sound. In 1968-1969 ging Sweetwater vaak samen met The Doors op tournee. De groep verzorgde ook het voorprogramma voor Eric Burdon & The Animals in 1968.
Sweetwater zou in 1969 het Woodstock-festival openen, maar wegens problemen in de groep trad folksinger Richie Havens uiteindelijk als eerste op. Sweetwater volgde direct na Havens en was daarmee wel de eerste band die op Woodstock speelde.
Drie dagen nadat Sweetwater in december 1969 had opgetreden in The Red Skelton Show raakte Nancy Nevins ernstig gewond bij een auto-ongeluk, waardoor de ontwikkeling van de groep tot stilstand kwam. Door het ongeluk liep Nevins permanente schade aan een van haar stembanden op en kampte ze vele jaren met hersenletsel.
De groep kwam in 1994 weer bij elkaar voor Woodstock '94, met drie leden uit de oorspronkelijke bezetting - Nevins, Herrera en Del Zoppo. August Burns overleed in de jaren tachtig, Alan Malarowitz kwam rond 1981 om het leven bij een auto-ongeluk, Albert Moore overleed in 1994 aan longontsteking. Elpedio Cobian werkt tegenwoordig als film-statisticus. In 1999 werd de geschiedenis van de groep verteld in de VH1 televisiefilm Sweetwater: A True Rock Story. Amy Jo Johnson speelde de jonge Nancy Nevins, terwijl Michelle Phillips Nevins op latere leeftijd speelde.

## Discografie

### Sweetwater albums
- Sweetwater (1968)
- Just for You (1970)
- Melon (1971)
- Cycles: The Reprise Collection (1999) - (individueel genummerde en gelimiteerde oplage van 10.000 exemplaren)
- Live At Last (2002)

### Nancy Nevins
- Nancy Nevins (1975)